# Go to the top
Singles de Kumi Kōda
Love Me Back
(2011) Koishikute
(2012)
Go to the top est le 53e single de Kumi Kōda sorti sous le label Rhythm Zone le 24 octobre 2012 au Japon. Il sort au format CD, CD+DVD et CD+DVD Eclipse Edition. Il arrive 1er à l'Oricon. Il se vend à 54 559 exemplaires la première semaine et reste classé 6 semaines pour un total de 69 390 exemplaires vendus.
Go to the top a été utilisé comme thème d'ouverture de l'anime Total Eclipse et se trouve sur l'album Bon voyage.

## Liste des titres
| 1. | Go to the top         | 3:50 |
| 2. | Darling               | 3:44 |
| 3. | Go to the top (remix) | 3:15 |

| 1. | Go to the top |  |

| 1. | Go to the top         | 3:50 |
| 2. | Go to the top (remix) | 3:15 |

| 1. | Total Eclipse (Opening) |  |